# Tolerancia central
En inmunología, la tolerancia central (también conocida como selección negativa) es el proceso de eliminar cualquier linfocito T o linfocito B en desarrollo que sea autorreactivo, es decir, reactivo con el propio cuerpo. A través de la eliminación de los linfocitos autorreactivos, la tolerancia asegura que el sistema inmunitario no ataque los péptidos propios. La maduración de los linfocitos (y la tolerancia central) se produce en los órganos linfoides primarios, como la médula ósea y el timo. En los mamíferos, las células B maduran en la médula ósea y las células T maduran en el timo.
La tolerancia periférica es un mecanismo secundario para garantizar que las células T y B no reaccionen por sí mismas una vez que abandonan los órganos linfoides primarios y no fueron eliminadas por la tolerancia central. La tolerancia periférica se diferencia de la tolerancia central al ocurrir una vez que las células inmunitarias en desarrollo salen de los órganos linfoides primarios (el timo y la médula ósea), antes de su exportación a la periferia.

## Función de la tolerancia central
La tolerancia central es esencial, ya que ayuda a garantizar que las células B maduras y las células T no reconozcan los autoantígenos como microbios extraños. Más específicamente, la tolerancia central es necesaria porque los receptores de células T (TCR) y los receptores de células B (BCR) sean producidos a través de reordenamientos somáticos aleatorios. [1] Este proceso, conocido como recombinación V(D)J, es importante porque aumenta la diversidad de receptores, lo que aumenta la probabilidad de que las células B y las células T tengan receptores para nuevos antígenos. [1] La diversidad de unión ocurre durante la recombinación y sirve para aumentar aún más la diversidad de BCR y TCR. La producción de TCR y BCR aleatorios es un método importante de defensa contra los microbios debido a su alta tasa de mutación. Este proceso es importante en la promoción de la supervivencia de una especie, porque habrá una variedad de arreglos de receptores dentro de una especie; esto permite una probabilidad muy alta de que al menos un miembro de la especie tenga receptores para un nuevo antígeno.
Aunque el proceso de recombinación somática es esencial para una defensa inmunitaria exitosa, puede conducir a la autorreactividad. Por ejemplo, la falta de RAG1/2 funcional, enzimas necesarias para la recombinación somática, se ha relacionado con el desarrollo de citopenias inmunitarias en las que se producen anticuerpos contra las células sanguíneas del paciente. Debido a la naturaleza de una recombinación aleatoria de receptores, se producirán algunos BCR y TCR que reconocerán los antígenos propios como extraños. Esto es problemático, ya que estas células B y T, si se activan, montarían una respuesta inmunitaria contra sí mismas si no son eliminadas o inactivadas por la tolerancia central. [2] Sin tolerancia central, el sistema inmunológico podría atacarse a sí mismo, lo cual no es sostenible y podría resultar en un trastorno autoinmune. [2]

## Mecanismos de tolerancia central
El resultado de la tolerancia es una población de linfocitos que no son reactivos a los antígenos propios, pero que pueden reconocer antígenos extraños, no propios, según el receptor dispuesto al azar. Los linfocitos solo pueden desarrollar tolerancia hacia los antígenos que están presentes en la médula ósea (células B) y el timo (células T).

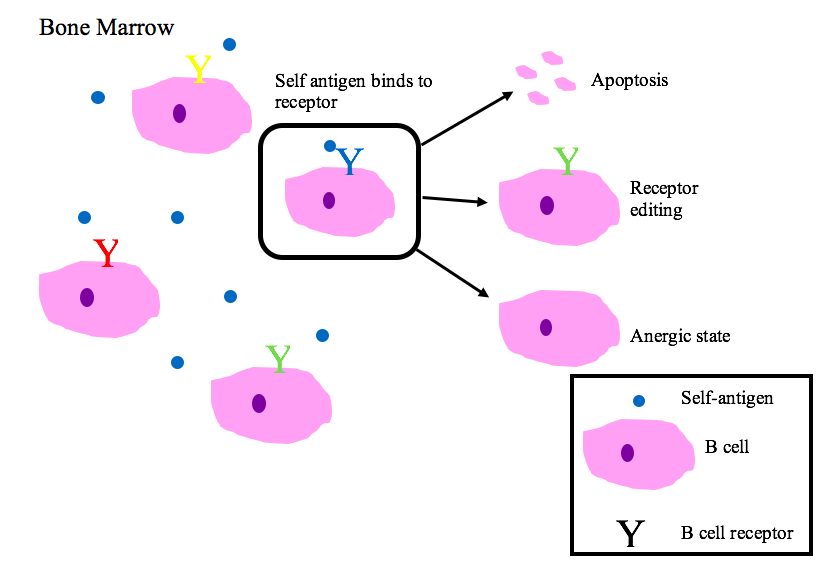
Proceso de selección de células B en la médula ósea.

### Tolerancia de células B
Las células B inmaduras en la médula ósea sufren selección negativa cuando se unen a péptidos propios.
Los receptores de células B que funcionan correctamente reconocen antígenos no propios o proteínas moleculares asociadas a patógenos (PAMP).
Principales resultados de la autorreactividad de los BCR
1. Apoptosis (deleción clonal).
2. Edición del receptor: la célula B autorreactiva cambia la especificidad al reorganizar los genes y desarrolla un nuevo BCR que no responde a sí mismo. Este proceso le da a la célula B la oportunidad de editar el BCR antes de que se le indique apoptosis o se vuelva anérgico.
3. Inducción de anergia (un estado de no reactividad).

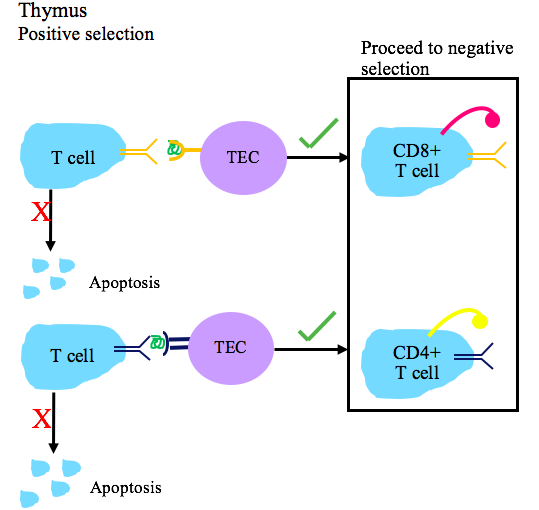
Proceso de selección positiva de las células T.

### Tolerancia en las células T
La tolerancia central de las células T se produce en el timo, al someterse a una selección positiva y negativa.
Los receptores de células T deben tener la capacidad de reconocer moléculas propias del complejo mayor de histocompatibilidad (MHC) con péptido no propio enlazado.
Pasos de la tolerancia de las células T
1. Durante la selección positiva, se comprueba la capacidad de las células T para unirse a complejos de péptido-MHC con afinidad. Si la célula T no puede unirse al complejo MHC de clase I o MHC de clase II, no recibe señales de supervivencia, por lo que muere por apoptosis. Los receptores de células T con suficiente afinidad por los complejos péptido-MHC se seleccionan para sobrevivir.
  - Dependiendo de si la célula T se une al MHC I o II, se convertirá en una célula T CD8+ o CD4+, respectivamente.
  - La selección positiva ocurre en la corteza tímica con la ayuda de células epiteliales tímicas que contienen moléculas MHC I y MHC II de superficie. Esta figura representa el proceso de selección negativa para las células T.

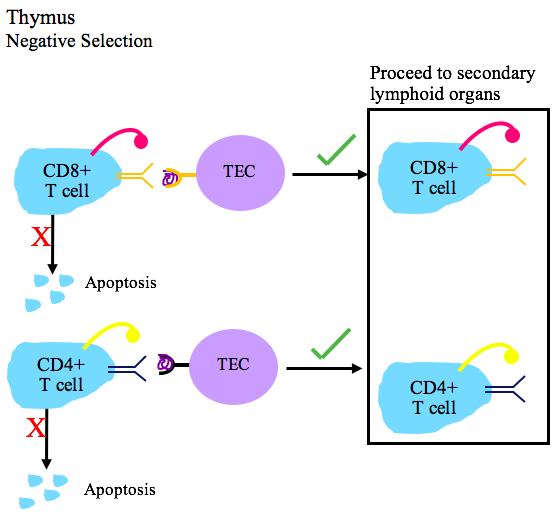
Esta figura representa el proceso de selección negativa para las células T.

2. Durante la selección negativa, las células T se prueban para determinar su afinidad con ellas mismas. Si se unen a un péptido propio, reciben señales de apoptosa (proceso de eliminación clonal).
  - Las células epiteliales tímicas muestran autoantígeno a las células T para probar su afinidad por sí mismas.
  - Los reguladores transcripcionales AIRE y Fezf2 juegan un papel importante en la expresión de antígenos tisulares propios en las células epiteliales tímicas del timo.
  - La selección negativa ocurre en la unión cortico-medular y en la médula tímica.
3. Las células T que no se unen a sí mismas, pero que reconocen los complejos antígeno/MHC, y son CD4+ o CD8+, migran a los órganos linfoides secundarios como células T vírgenes maduras.

Las células T reguladoras son otro tipo de células T que maduran en el timo. La selección de células T reg ocurre en la médula tímica y se acompaña de la transcripción de FOXP3. Las células T reg son importantes para regular la autoinmunidad al suprimir el sistema inmunitario cuando no debería estar activo.

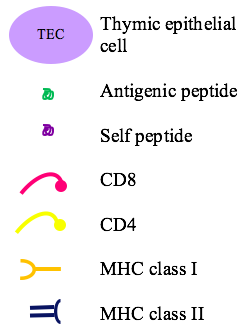
Leyenda de las cifras de selección de células T.

## Enfermedades genéticas causadas por defectos en la tolerancia central
Los defectos genéticos en la tolerancia central pueden conducir a la autoinmunidad.
- El Síndrome de Poliendocrinopatía Autoinmune Tipo I es causado por mutaciones en el gen AIRE, que conduce a una falta de expresión de antígenos periféricos en el timo y, por lo tanto, a una falta de selección negativa hacia proteínas periféricas clave como la insulina.[10][11] Se producen múltiples síntomas autoinmunes.

## Historia de la tolerancia central
El uso del término tolerancia central fue propuesto por Ray Owen en 1945 cuando notó que el ganado gemelo dicigótico no producía anticuerpos cuando a uno de los gemelos se le inyectaba la sangre del otro. Sus hallazgos fueron confirmados por experimentos posteriores de Hasek y Billingham. Los resultados fueron explicados por la hipótesis de selección clonal de Burnet y Medawar, que ganaron el Premio Nobel en 1960 por su trabajo al explicar cómo funciona la tolerancia inmunológica.